# Aztec (jeu)
Pour les articles homonymes, voir Aztec.
Aztec est un jeu de société créé par Niek Neuwahl en 1997 et édité par Zoch.
Pour 2 joueurs, à partir de 10 ans pour environ 15 minutes. Une variante permet de jouer à 3 joueurs.

## Principe général
Construire à deux un temple en faisant les plus belles murailles sur ses propres côtés.

## Règle du jeu

### Matériel
- 1 plan de jeu de 9x9 cases, la case centrale étant occupée par un cube
- 22 pièces identiques

### Mise en place
Un des joueurs joue en nord-sud, l'autre en est-ouest. Ils se répartissent les pièces.

### But du jeu
Posséder à la fin de la partie le plus possible de cubes placés au troisième niveau des deux bords du plan de jeu qui vous sont attribués.

### Déroulement
Chaque joueur à son tour place une pièce en respectant les règles de construction :
1. Chaque nouvelle pièce doit toucher les pièces déjà posées avec au moins deux côtés. Les deux contacts peuvent être à des niveaux différents.
2. Aucun cube ne peut dépasser du troisième niveau qui est la hauteur maximale de construction.
3. Aucun cube ne peut dépasser du plan de jeu.
4. L’édifice doit rester stable. Deux blocs consécutifs ne peuvent pas être au-dessus du vide, sans soutien inférieur.
5. Les pièces peuvent tout à fait, quand c’est possible, s’imbriquer les unes dans les autres.
6. Il est interdit de pousser une pièce, mais il est autorisé de la déplacer temporairement pour introduire une pièce dans sa nouvelle place, à condition que la pièce déplacée puisse retrouver sa place initiale.

### Fin de partie et vainqueur
Lorsque les 22 pièces sont placées, on procède au décompte. Chacun marque un point pour tout cube qui est au troisième niveau d'un des deux murs d'enceinte qui lui ont été attribués.

## Variante à trois joueurs
Le troisième joueur est un trouble-fête qui essaye d'empêcher les deux joueurs de marquer des points. Il gagne s'il parvient à limiter leurs scores au-dessous d'un total fixé par enchères au début de la partie.

## Récompense
- Spiel des Jahres plus beau jeu 1997